# Diemelsee (Gemeinde)

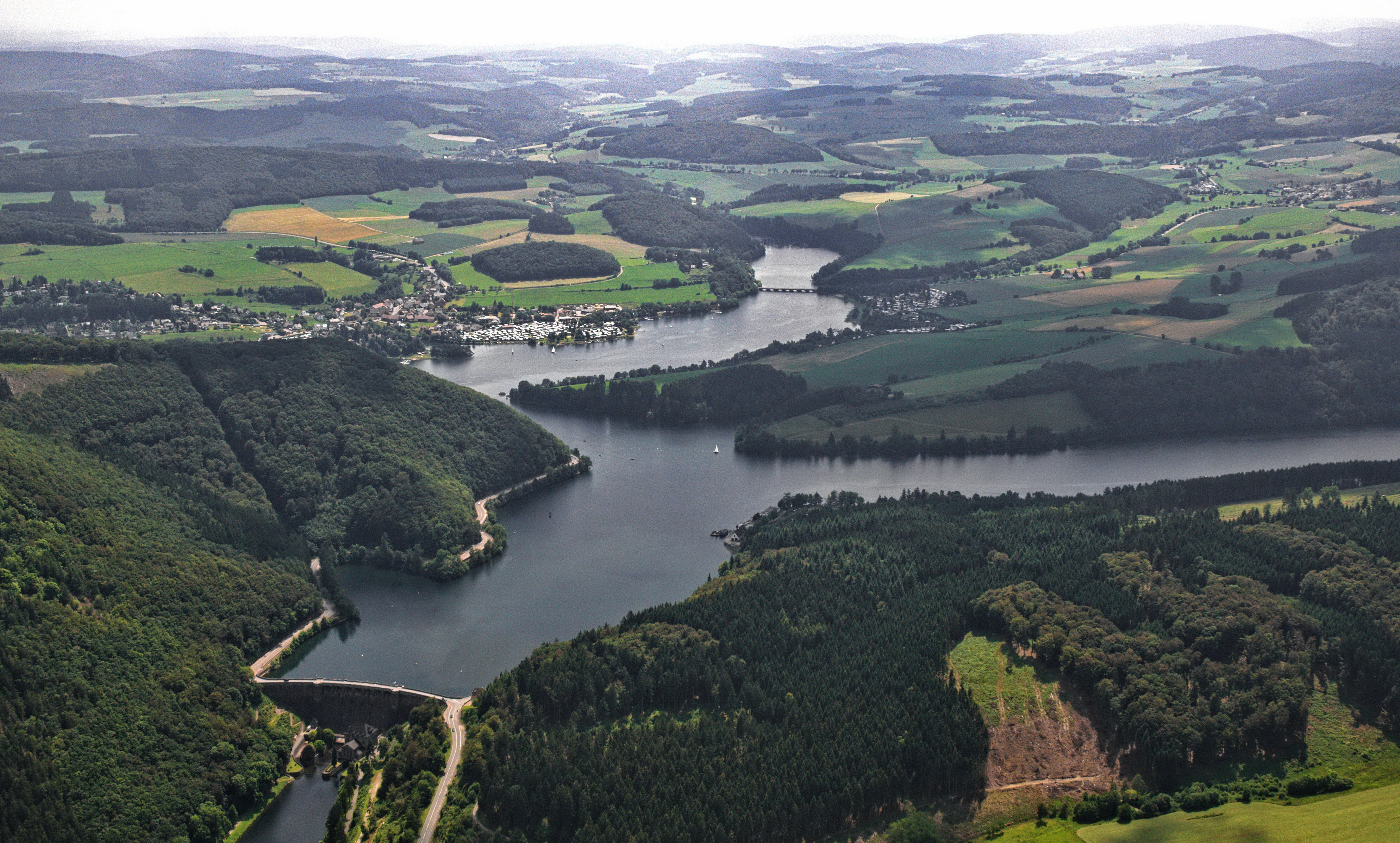
Die Diemeltalsperre

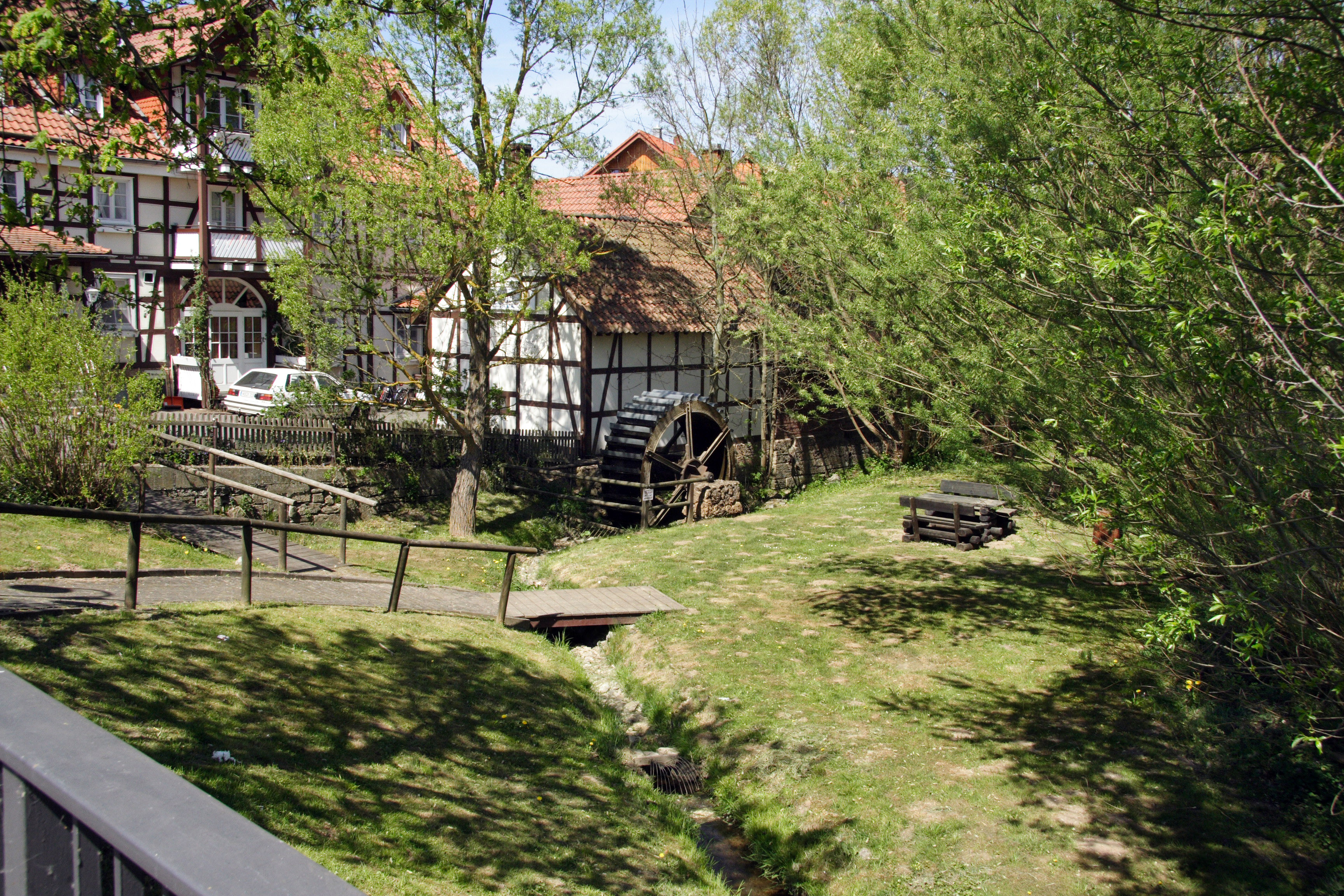
Mühlrad an der Rhene

Diemelsee ist eine Gemeinde in Nordhessen im Landkreis Waldeck-Frankenberg. Sie liegt im Waldeckschen Upland und damit im hessischen Teil des östlichen Sauerlands, der hier Upland genannt wird. Der Sitz der Gemeindeverwaltung befindet sich in Adorf. Die Gemeinde ist Hessens flächengrößte Gemeinde ohne Stadtrecht und findet sich auf Rang 13 in der Liste der 100 flächengrößten Gemeinden Hessens. Diemelsee entstand 1971 durch einen Zusammenschluss von zuvor dreizehn selbstständigen Gemeinden. Namensgebend ist der Stausee der Diemeltalsperre, die in der Umgebung als Diemelsee bezeichnet wird.

## Geografie

### Geografische Lage
Adorf als größter Ortsteil liegt etwa 11 km nordwestlich von Korbach und etwa 41 km (jeweils Luftlinie) südlich von Paderborn. Großteile des Gemeindegebiets gehören zum Naturpark Diemelsee. Die westliche Grenze der Gemarkung verläuft in nordöstlicher Richtung entlang der Itter, einem zweiten Zufluss der Diemeltalsperre. Beiderseits des Flusses erheben sich die nordöstlichen Ausläufer des Rothaargebirges. Hier finden sich auch mit Dommel (738 m ü. NHN) und Koppen (715,1 m) die höchsten Erhebungen im Gemeindegebiet. Von Usseln her aus Südwesten kommend betritt die Diemel bei Deisfeld das Gemeindegebiet, wendet hier aber ihren Lauf nach Norden und erreicht etwa 1,5 km südlich von Heringhausen ebenfalls den Diemelsee. Dieser ist das größte stehende Gewässer der Gemeinde, die Staumauer liegt aber schon im Stadtgebiet von Marsberg in Nordrhein-Westfalen.
Als weiteres zentrales Gewässer ist die im südlichen Gemeindegebiet bei Schweinsbühl entspringende Rhene zu nennen. Diese fließt vorrangig in nördlicher Richtung durch die Gemeinde. Nach dem Passieren von Adorf verlässt sie ein paar Kilometer nördlich das Gemeindegebiet und mündet wenig später in die Diemel. Mit 313,4 m Höhe liegt im unteren Tal der Rhene, an der Grenze zu Nordrhein-Westfalen, die tiefste Stelle der Gemeinde.
In Richtung Korbach geht das Gemeindegebiet in die Waldecker Tafel über und im Nordosten gehört es zum südlichen Teil des Roten Landes.

### Geologie
Die Streichrichtung der gefalteten paläozoischen Gesteinsschichten verläuft meist in Südwest-Nordost-Richtung. Im Norden der Gemeinde Diemelsee findet man stellenweise mit Diabaseinlagerungen durchsetzte paläozoische Schiefer. Im Jahr 1961 wurde der Diabas noch bei Rhenegge abgebaut. Im Raum Adorf gibt es Eisenberg-Quarzit mit Roteisen-Lagerstätten (Grube Christiane). Auf dem nordnordöstlich der Ortschaft liegenden Martenberg (429 m) wurde das Eisenerz im Tagebau gewonnen. Südlich des Dorfs schließen sich Kalkschichten des Unterkarbon an. Verschiedenartige Fossilien aus dem Oberdevon finden sich ebenfalls bei Adorf.

### Ausdehnung des Gemeindegebiets
Das Gemeindegebiet erstreckt sich über 20,5 km in Ostsüdost-Westnordwest-Richtung von der Grenze zu Westfalen im Tal der Itter bei Bontkirchen (zu Brilon) im Westen bis zur Grenze zum hessischen Massenhausen (Bad Arolsen) auf dem Gipfel der Massenhauser Höhe (432,5 m) im Osten. In Nordnordost-Südsüdwest-Richtung erstreckt es sich über 11 km (jeweils Luftlinie) vom Gipfel des Wartersbergs (480,3 m) an der Grenze zum Stadtgebiet des westfälischen Marsbergs im Norden bis zur Nordflanke des Werbelbergs (553,8 m) beim hessischen Bömighausen (zu Willingen) im Süden.
Nach dem Statistischen Landesamt Hessen sind von den 121,70 km² Gemeindeflächen 73,15 km² landwirtschaftliche Nutzflächen und weitere 35,39 km² Wald. Verkehrsflächen nehmen 6,29 km² und weitere 3,59 km² sind Gebäude-, Betriebs- und Freiflächen. Wasserflächen nehmen 2,13 km² der Gemeindefläche ein.
Der Amtliche Gebietsschlüssel der Gemeinde ist 06 635 007, der Regionalschlüssel ist 06 635 0007 007.

### Nachbargemeinden
Die Gemeinde Diemelsee grenzt im Westen an Brilon und im Norden an Marsberg. Die beiden Städte gehören zum Hochsauerlandkreis in Nordrhein-Westfalen. Im Nordosten grenzt das Gemeindegebiet an Bad Arolsen, im Osten an die Gemeinde Twistetal, im Süden an die Stadt Korbach und im Südwesten an die Gemeinde Willingen. Diese Städte und Gemeinden gehören zum hessischen Landkreis Waldeck-Frankenberg.

### Gemeindegliederung
Nach der Hauptsatzung vom 23. November 2007 mit Änderung vom 21. April 2015 ist das Gemeindegebiet in folgende 13 Ortsteile aufgeteilt:

(Einwohnerzahlen nach Gemeindestatistik im Juni 2020, Hauptwohnungen.)
| - Adorf (1592 Einwohner) - Benkhausen (151 Einwohner) - Deisfeld (83 Einwohner) - Flechtdorf (529 Einwohner) - Giebringhausen (132 Einwohner) | - Heringhausen (395 Einwohner) - Ottlar (157 Einwohner) - Rhenegge (437 Einwohner) - Schweinsbühl (119 Einwohner) | - Stormbruch (284 Einwohner) - Sudeck (135 Einwohner) - Vasbeck (551 Einwohner) - Wirmighausen (377 Einwohner) |

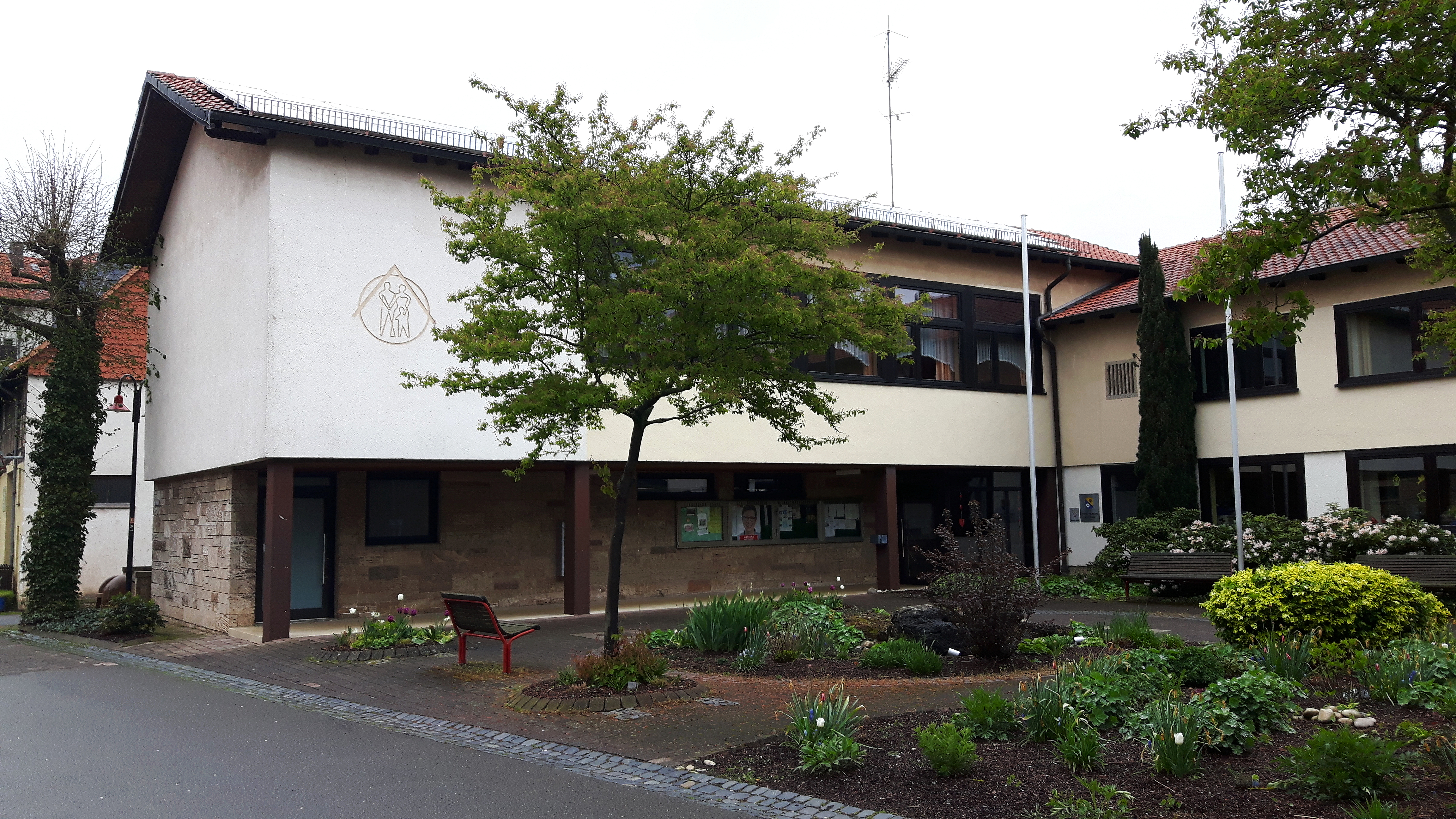
Gemeindeverwaltung in Adorf

Mit Ausnahme des Ortsteils Adorf, in welchem sich der Verwaltungssitz der Gemeinde befindet, sind in den einzelnen Ortsteilen Außenstellen der Verwaltung eingerichtet. Dienstgeschäfte werden dort durch den jeweiligen Ortsvorsteher wahrgenommen.
Kleinster Ortsteil der Gemeinde ist Deisfeld mit einer Größe von 338 Hektar, gefolgt von Benkhausen mit 500 Hektar. Heringhausen ist anerkannter Luftkurort.

### Klima
Im Gebiet der Gemeinde herrscht gemäßigtes Mittelgebirgsklima. Klimatische Durchschnittswerte können der Klimatabelle entnommen werden, aktualisierte Informationen befinden sich im Abschnitt Weblinks.
|                       | Jan | Feb | Mär | Apr | Mai | Jun | Jul | Aug | Sep | Okt | Nov | Dez |   |      |
| Mittl. Tagesmax. (°C) | 3   | 4   | 8   | 13  | 17  | 20  | 22  | 22  | 17  | 13  | 7   | 3   | ⌀ | 12,5 |
| Mittl. Tagesmin. (°C) | −1  | −1  | 1   | 4   | 8   | 11  | 13  | 13  | 10  | 6   | 3   | −1  | ⌀ | 5,5  |
|                       |     |     |     |     |     |     |     |     |     |     |     |     |   |      |
| Niederschlag (mm)     | 58  | 52  | 57  | 48  | 52  | 54  | 62  | 55  | 51  | 51  | 58  | 64  | Σ | 662  |
|                       |     |     |     |     |     |     |     |     |     |     |     |     |   |      |
| Sonnenstunden (h/d)   | 1,4 | 2,5 | 3,9 | 5,4 | 6,4 | 6,7 | 6,3 | 5,8 | 4,6 | 3,2 | 1,6 | 1,1 | ⌀ | 4,1  |
|                       |     |     |     |     |     |     |     |     |     |     |     |     |   |      |
| Regentage (d)         | 14  | 10  | 13  | 12  | 12  | 12  | 11  | 10  | 11  | 10  | 14  | 14  | Σ | 143  |

| −1 |

| −1 |

| 1 |

| 4 |

| 8 |

| 11 |

| 13 |

| 13 |

| 10 |

| 6 |

| 3 |

| −1 |

| −1 |

| −1 |

| 1 |

| 4 |

| 8 |

| 11 |

| 13 |

| 13 |

| 10 |

| 6 |

| 3 |

| −1 |

## Geschichte

### Gemeindebildung
Die Geschichte der Gemeinde Diemelsee beginnt mit ihrer Gründung als Gebietskörperschaft im Jahr 1971. Die Vorgeschichte des räumlichen Gebietes ist mit der Geschichte der Grafschaft Waldeck, der preußische Provinz Hessen-Nassau, dem Oberjustizamt des Eisenbergs und mit der Geschichte vom Regierungsbezirk Kassel verbunden.
Die Gemeinde Diemelsee entstand im Zuge der Gebietsreform in Hessen zum 31. Dezember 1971 durch den freiwilligen Zusammenschluss der bis dahin selbständigen Gemeinden Adorf, Benkhausen, Deisfeld, Flechtdorf, Giebringhausen, Heringhausen, Ottlar, Rhenegge, Schweinsbühl, Stormbruch, Sudeck, Vasbeck und Wirmighausen. Ende 2009 kam es zwischen Hessen und Nordrhein-Westfalen durch einen Staatsvertrag zu einer Grenzbereinigung. Diese hatte zur Folge, dass ein Teil der Gemarkung Stormbruch mit 14 Hektar nach Nordrhein-Westfalen kam. 22 Bewohner waren davon betroffen.
Für die ehemals selbständigen Gemeinden wurden gemäß Hauptsatzung Ortsbezirke mit Ortsbeirat und Ortsvorsteher errichtet. Die Grenzen der Ortsbezirke folgen grundsätzlich den Gemarkungsgrenzen. Der Ortsbezirk Adorf wurde abweichend davon über die Gemarkung Adorf hinaus um einige angrenzende Neubaugebiete erweitert.

### Bevölkerung

#### Einwohnerstruktur 2011
Nach den Erhebungen des Zensus 2011 lebten am Stichtag, dem 9. Mai 2011, in Diemelsee 4971 Einwohner. Darunter waren 96 (1,9 %) Ausländer, von denen 52 aus dem EU-Ausland, 21 aus anderen europäischen Ländern und 24 aus anderen Staaten kamen. (Bis zum Jahr 2020 erhöhte sich die Ausländerquote auf 5,9 %.) Nach dem Lebensalter waren 861 Einwohner unter 18 Jahren, 1902 waren zwischen 18 und 49, 324 zwischen 50 und 64 und 327 Einwohner waren älter. Die Einwohner lebten in 2070 Haushalten. Davon waren 573 Singlehaushalte, 615 Paare ohne Kinder und 693 Paare mit Kindern, sowie 171 Alleinerziehende und 18 Wohngemeinschaften. In 465 Haushalten lebten ausschließlich Senioren/-innen und in 1248 Haushaltungen leben keine Senioren/-innen.

#### Einwohnerentwicklung
Nach dem Integrierten Kommunalen Entwicklungskonzept (IKEK) der Gemeinde Diemelsee ist die Einwohnerentwicklung seit 1995 rückläufig. Das IKEK führt den Bevölkerungsrückgang darauf zurück, dass sinkende Geburtszahlen und Wegzug jüngerer Menschen nicht durch entsprechenden Zuzug von Einwohnern ausgeglichen werden.
| Diemelsee: Einwohnerzahlen von 1973 bis 2020                      | Diemelsee: Einwohnerzahlen von 1973 bis 2020 | Diemelsee: Einwohnerzahlen von 1973 bis 2020 | Diemelsee: Einwohnerzahlen von 1973 bis 2020 | Diemelsee: Einwohnerzahlen von 1973 bis 2020 |
| ----------------------------------------------------------------- | -------------------------------------------- | -------------------------------------------- | -------------------------------------------- | -------------------------------------------- |
| Jahr                                                              |                                              |                                              |                                              | Einwohner                                    |
| 1973                                                              | 1973                                         |                                              | 5.035                                        | 5.035                                        |
| 1975                                                              | 1975                                         |                                              | 4.981                                        | 4.981                                        |
| 1980                                                              | 1980                                         |                                              | 5.026                                        | 5.026                                        |
| 1985                                                              | 1985                                         |                                              | 5.116                                        | 5.116                                        |
| 1990                                                              | 1990                                         |                                              | 5.545                                        | 5.545                                        |
| 1995                                                              | 1995                                         |                                              | 5.908                                        | 5.908                                        |
| 2000                                                              | 2000                                         |                                              | 5.498                                        | 5.498                                        |
| 2005                                                              | 2005                                         |                                              | 5.347                                        | 5.347                                        |
| 2010                                                              | 2010                                         |                                              | 5.028                                        | 5.028                                        |
| 2011                                                              | 2011                                         |                                              | 4.971                                        | 4.971                                        |
| 2015                                                              | 2015                                         |                                              | 4.831                                        | 4.831                                        |
| 2020                                                              | 2020                                         |                                              | 4.711                                        | 4.711                                        |
| Quellen: Hessisches Statistisches Informationssystem; Zensus 2011 |                                              |                                              |                                              |                                              |

#### Religionszugehörigkeit
| • 1987: | 4187 evangelische (= 86,2 %), 455 katholische (= 4,5 %), 217 sonstige (= 4,5 %) Einwohner   |
| • 2011: | 3601 evangelische (= 72,4 %), 511 katholische (= 10,3 %), 859 sonstige (= 17,3 %) Einwohner |

## Politik

### Gemeindevertretung
Die Kommunalwahl am 14. März 2021 lieferte folgendes Ergebnis, in Vergleich gesetzt zu früheren Kommunalwahlen:
| Gemeindevertretung – Kommunalwahlen 2021                                                                            | Gemeindevertretung – Kommunalwahlen 2021                            |
| --- | ------------------------------------------------------------------- |
| Stimmenanteil in %Wahlbeteiligung 65,7 % 403020100 31,9 (−1,8)28,0 (−0,1)21,8 (+5,7)18,3 (−3,7) SPDCDUFDPFW20162021 | SitzverteilungInsgesamt 23 Sitze - SPD: 7 - FW: 4 - CDU: 7 - FDP: 5 |

| Parteien und Wählergemeinschaften | Parteien und Wählergemeinschaften           | % 2021 | Sitze 2021 | % 2016 | Sitze 2016 | % 2011 | Sitze 2011 | % 2006 | Sitze 2006 | % 2001 | Sitze 2001 |
| SPD                               | Sozialdemokratische Partei Deutschlands     | 31,9   | 7          | 33,7   | 8          | 36,2   | 11         | 34,7   | 11         | 38,3   | 12         |
| CDU                               | Christlich Demokratische Union Deutschlands | 28,0   | 7          | 28,1   | 6          | 29,4   | 9          | 29,3   | 9          | 29,6   | 9          |
| FDP                               | Freie Demokratische Partei                  | 21,8   | 5          | 16,1   | 4          | 11,5   | 4          | 12,8   | 4          | 12,9   | 4          |
| FW                                | Freie Wähler                                | 18,3   | 4          | 22,0   | 5          | 22,8   | 7          | 23,2   | 7          | 19,3   | 6          |
| Gesamt                            | Gesamt                                      | 100,0  | 23         | 100,0  | 23         | 100,0  | 31         | 100,0  | 31         | 100,0  | 31         |
| Wahlbeteiligung in %              | Wahlbeteiligung in %                        | 65,7   | 65,7       | 63,9   | 63,9       | 66,1   | 66,1       | 61,8   | 61,8       | 66,1   | 66,1       |

### Bürgermeister
Nach der hessischen Kommunalverfassung wird der Bürgermeister für eine sechsjährige Amtszeit gewählt, seit dem Jahr 1993 in einer Direktwahl, und ist Vorsitzender des Gemeindevorstands, dem in der Gemeinde Diemelsee neben dem Bürgermeister ehrenamtlich ein Erster Beigeordneter und fünf weitere Beigeordnete angehören. Bürgermeister ist seit dem 4. September 2005 der parteiunabhängige Volker Becker. Er wurde als Nachfolger von Hans-Jürgen Fischer, der nach vier Amtszeiten nicht mehr kandidiert hatte, am 8. Mai 2005 in einer Stichwahl bei 71,4 Prozent Wahlbeteiligung mit 53,6 Prozent der Stimmen gewählt. Es folgten drei Wiederwahlen, zuletzt im März 2023.
Amtszeiten der Bürgermeister
- 2005–2029 Volker Becker[25]
- 1981–2005 Hans-Jürgen Fischer
- 1977–1981 Willi Scheuermann
- 1972–1977 Karl Klemm

### Wappen

Bannerflagge der Gemeinde Diemelsee

| Wappen von Diemelsee | Blasonierung: „Im Wellenschnitt schräggeteilt von Gold und Blau, oben ein achtstrahliger, facettierter, schwarzer Stern, unten eine goldbebutzte, grünbespitzte, silberne Rose.“ |
| Wappen von Diemelsee | Wappenbegründung: Die Farben des Wappens sind dem Wappen der Herren von Padberg entlehnt. Als Wappenbilder wurde der Waldecker Stern, als Symbol der Zugehörigkeit zur Region Waldeck gewählt, wie auch in allen anderen waldeckischen Gemeinden. Die Rose entstammt dem Wappen der Herren von Adorf, einer Seitenlinie derer von Padberg. Der Wellenschnitt, der die beiden Teile des Wappens trennt, spielt auf den Gemeindenamen Diemelsee an. Das Wappen wurde von dem Bad Nauheimer Heraldiker Heinz Ritt gestaltet und am 8. Februar 1980 durch das Hessische Ministerium des Innern genehmigt. |

### Flagge
Die Flagge wurde der Gemeinde am 8. Februar 1980 durch das Hessische Ministerium des Innern genehmigt und wird wie folgt beschrieben:
„Die Flagge zeigt auf der von Blau und Gelb längsgestreiften Flaggenbahn das Wappen der Gemeinde.“

### Städtepartnerschaften
Städtepartnerschaften bestehen seit 1991 zur thüringischen Gemeinde Geschwenda, seit 2019 Ortsteil der Gemeinde Geratal, und früher auch zum niederländischen Ort Den Ham.

## Kultur und Sehenswürdigkeiten

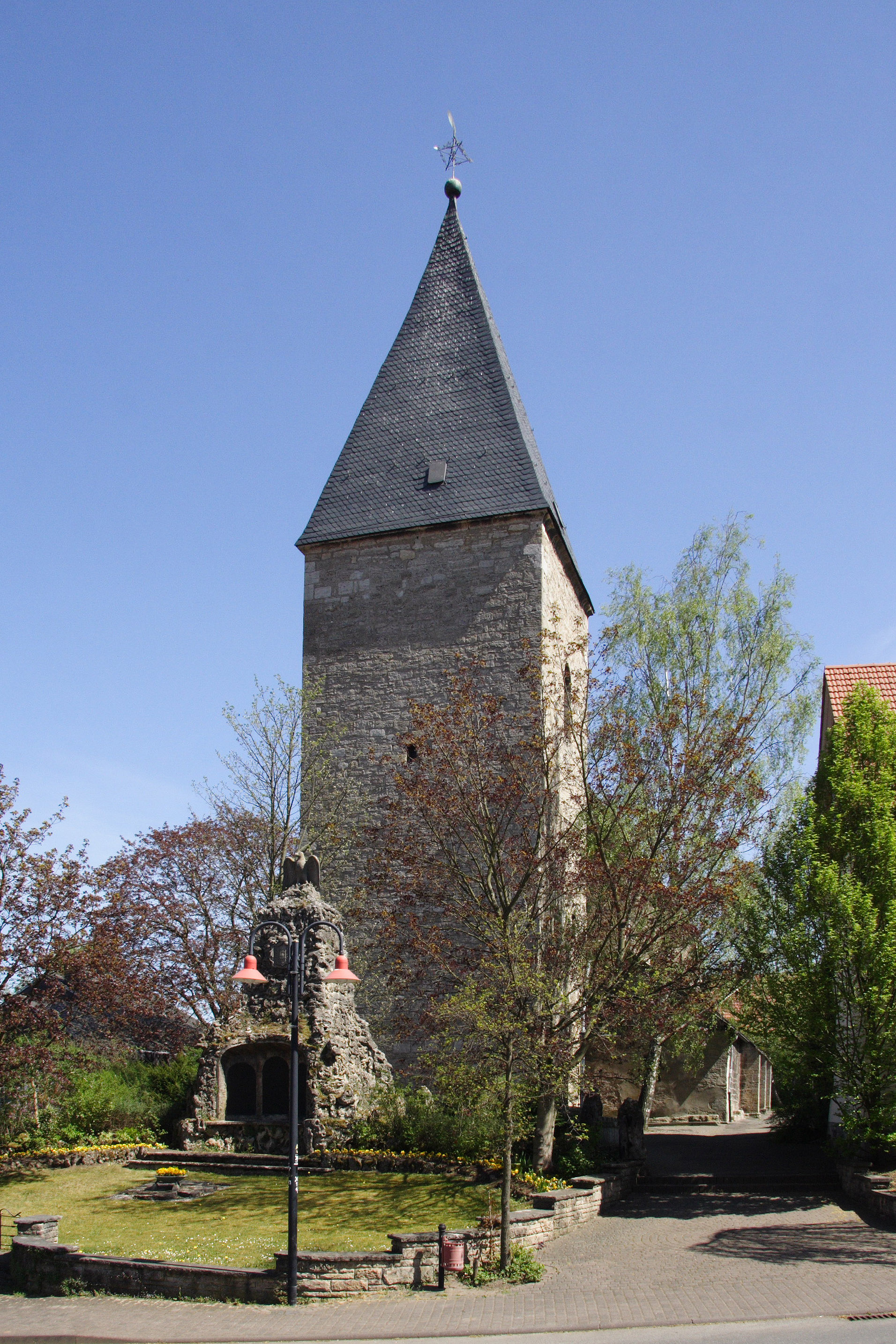
Turm der Wehrkirche in Adorf

### Theater
Diemelsee verfügt über keine eigenen Theaterstätten. Die nächstgelegenen Theater sind die Freilichtbühnen in Korbach und Twistetal. In der Stadthalle von Mengeringhausen finden die Veranstaltungen des STATT-Theaters statt, die Aufführungen des BAC-Theaters in Bad Arolsen in einer ehemaligen Fabrikhalle.

### Museen
Im Ortsteil Adorf gibt es das Besucherbergwerk Grube Christiane. Angeschlossen sind hier ein Bergwerksmuseum und eine Mineralien-Ausstellung. Die Erd- und Landschaftsgeschichte rund um den Diemelsee wird in einer multimedialen Ausstellung in der Ortsmitte von Adorf im „GeoFoyer Adorf“ dargeboten. Eine interaktive Ausstellung ist das Visionarium in Heringsdorf, das Informationen über den Diemelsee, die Staumauer, die Lebensräume und Landschaften der Diemelseegemeinde zeigt.

### Musik
In Diemelsee gibt es 13 Gesangsvereine in den Ortsteilen Adorf, Flechtdorf, Giebringhausen, Heringhausen, Ottlar, Rhenegge, Schweinsbühl, Stormbruch, Vasbeck und Wirmighausen. Ferner gibt es sieben Musikvereine in Benkhausen, Adorf, Flechtdorf, Ottlar, Rhenegge, Sudeck und Wirmighausen: vom Drehorgelverein bis zum Spielmannszug.

### Bauwerke
Wehrkirchen mit sakralen Kunstwerken stehen in Adorf, Heringhausen und Schweinsbühl.
Eine zweitürmige romanische Kirche, einst Teil des Klosters Flechtdorf befindet sich in Flechtdorf. Größtes Bauwerk der Gemeinde ist die Diemeltalsperre.

### Parks
Der beidseitig der Landesgrenze liegende touristisch erschlossene Naturpark Diemelsee, in dem 12 von 13 Ortsteilen des Gemeindegebiets von Diemelsee liegen, erstreckt sich von der Hoppecke im Westen bis zur Rhene im Osten und enthält neben dem Upland unter anderem auch den Diemelsee.

### Schutzgebiete und Naturdenkmäler

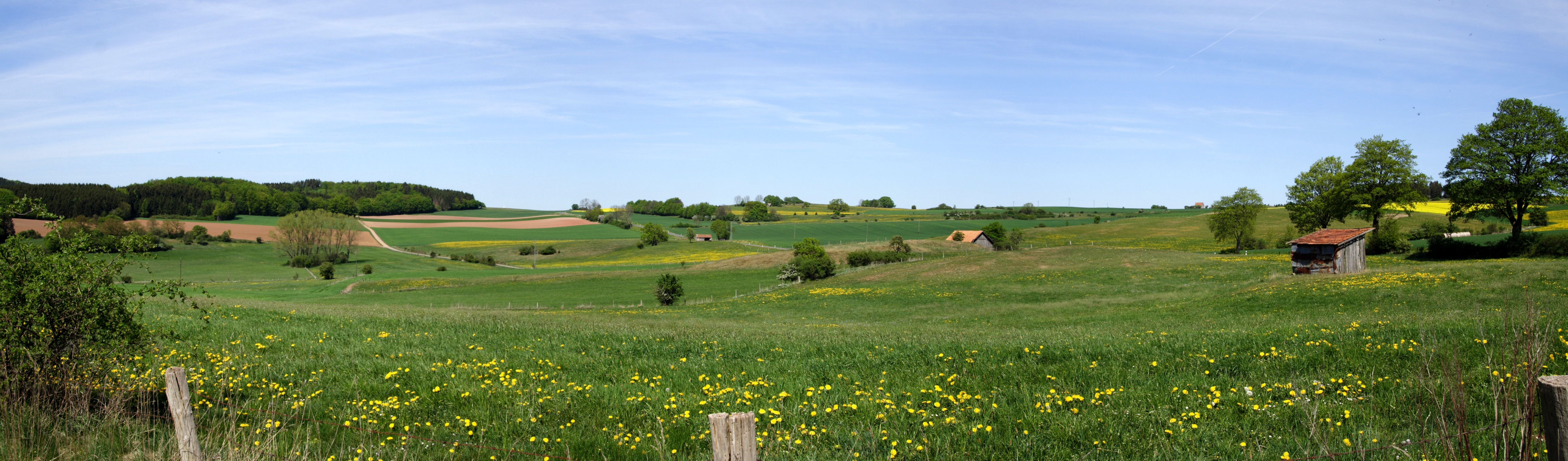
Landschaft am Martenberg

Im Gemeindegebiet liegen drei Naturschutzgebiete (NSG): das Naturschutzgebiet Diemelsee (CDDA-Nr. 81526; 1982 ausgewiesen; 18 ha groß), das einen Teil des Diemelsees mit dem Einlauf der Diemel in den Stausee und Uferbereiche umfasst, das Naturschutzgebiet Am Mühlenberg bei Adorf (CDDA-Nr. 162173; 1992; 33 ha), das einen Waldbestand mit alten Rotbuchen aufweist, und das Naturschutzgebiet Auf der Buchenlied bei Wirmighausen (CDDA-Nr. 162279; 1990; 24 ha) mit Kalkmagerrasen, welcher mit einer Schafherde eines Schäfers abgehütet wird.
Diese drei Naturschutzgebiete sind auch als Fauna-Flora-Habitat-Gebiete (FFH) ausgewiesen.
29 Naturdenkmäler sind im Gemeindegebiet ausgewiesen. Dabei handelt es sich in vier Fällen um alte große Einzelbäume. Die 35 anderen sind flächenhafte Naturdenkmäler. Darunter befinden sich zwölf Fels- bzw. Steinbruchbereiche, vier Tümpel, drei Feuchtbiotope (Moor, Feuchtwiese und Sumpf), drei Waldbereiche, zwei Magerrasen und eine Heide. Die Rote Klippe am Martenberg, auch Rosenschlösschen genannt, nahe Adorf auf dem Martenberg ist eine aufgelassene Eisenerzpinge, die als Naturdenkmal mit Namen Die Klippe ausgewiesen ist. Sie zeigt in einzigartiger Weise die Sedimentation auf einem untermeerischen Vulkan während des Mittel- und Oberdevons vor mehr als 360 Millionen Jahren.

### Sport
Für sportliche Aktivitäten stehen in der Gemeinde die Turnhalle MPS Adorf, die Walmehalle in Vasbeck, die Dansenberghalle in Adorf und die Aartalhalle Flechtdorf zur Verfügung. Das einzige Freibad in Diemelsee befindet sich im Ortsteil Vasbeck und ist beheizt. Im Luftkurort Heringhausen befindet sich ein Familien- und Erlebnisbad. Diverse Strandbäder werden am Diemelsee betrieben.
Um zusätzliche Angebote im Gesundheitssport zu organisieren, haben sich 2018 die Sportvereine VfL Adorf, SG Diemelsee, TSV Flechtdorf, TuS Rhenegge, TSV Vasbeck und der TSV Wirmighausen zusammengeschlossen.
Im „Golfpark Diemelsee“ ist seit 2012 Adventure Minigolf auf 13 Bahnen, stellvertretend für die 13 Ortschaften der Gemeinde, möglich. Am Diemelsee wird unterschiedlicher Wassersport angeboten, unter anderem segeln, surfen, Kanu fahren und tauchen.

### Regelmäßige Veranstaltungen
Seit vielen Jahren findet regelmäßig am Strandbad in Heringhausen das Urlauberfestival „Diemelsee in Flammen“ statt. Organisiert wird dieses Festival von der Festgemeinschaft Heringhausen.
Im einstigen Flechtdorfer Kloster fand 2019 zum sechsten Mal das „Open-Air-Kino“ statt.
Weitere regelmäßige Veranstaltungen sind die Schützenfeste in den Schützenhallen in Heringhausen, Rhenegge und Stormbruch, die „Grüne Börse“ Anfang Mai im ehemaligen Kloster Flechtdorf und die Veranstaltung „Regionalmarkt Diemelsee-Heringhausen“ am Haus des Gastes in Heringhausen.

## Wirtschaft und Infrastruktur

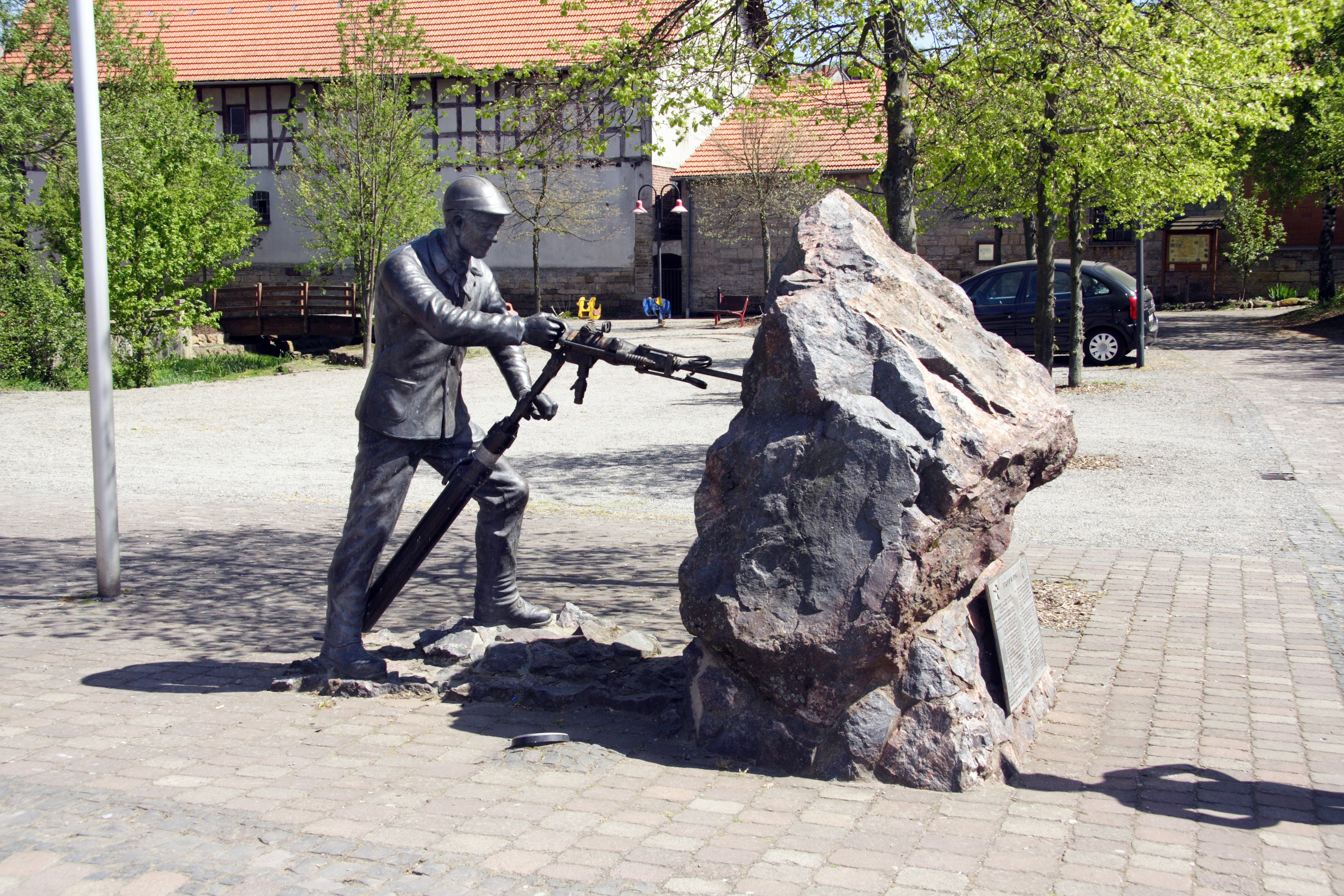
Bergarbeiterdenkmal in Adorf

Die Einwohner sind hauptsächlich in der Landwirtschaft, dem Handwerk, der Kleinindustrie und dem Tourismusgewerbe beschäftigt. In Flechtdorf war von 1960 bis zu ihrem Umzug in die Stadt Korbach 2021 die Weidemann KG ansässig, die Maschinen für die Landwirtschaft herstellt.

### Verkehr
Der größte Ortsteil Adorf ist über verschiedene Landesstraßen aus Richtung Korbach (13,8 km), Marsberg-Bredelar (8,3 km) und Bad Arolsen (16 km) erreichbar. Die Kreisstraße 63 führt von Südwesten nach Nordosten von Willingen (Upland) nach Bad Arolsen durch Diemelsee. In Diemelsee selbst treffen die Landstraßen 3076, 3078 und 3082 aufeinander. Die Bundesautobahn 44 ist über den Anschluss Diemelstadt in 20 km Entfernung und den Anschluss Zierenberg in etwa 41 km Entfernung zu erreichen.
Der öffentliche Personennahverkehr erfolgt durch ein überörtliches Busnetz im Nordhessischen VerkehrsVerbund (NVV) und Anrufsammeltaxen der Energie Waldeck-Frankenberg GmbH (EWF).
Die Gemeinde hat keinen eigenen Bahnhof. Die nächstliegenden Haltestellen der Deutschen Bahn befinden sich in Usseln, Korbach, Bad Arolsen und Marsberg-Bredelar.

### Medien
Lokale Tageszeitung für Diemelsee ist die im Landkreis Waldeck-Frankenberg täglich von Montag bis Samstag erscheinende Waldeckische Landeszeitung mit einer Auflagenstärke von 13.284 Exemplaren. Weitere Tageszeitung ist die in Nordhessen und Südniedersachsen erscheinende Hessische/Niedersächsische Allgemeine (HNA). Der Gewerbeverein Marsberg e. V. gibt wöchentlich das Informationsblatt Diemelbote Nachrichten für Marsberg und Umgebung in einer Auflagenstärke von 29.000 Exemplaren heraus, dessen Erscheinungsgebiet auch Diemelsee ist.
Mitte 2019 startete in Diemelsee das erste kommunale Podcast-Angebot in Hessen. Der Podcast Bei uns am Diemelsee berichtet monatlich über Diemelsee.

### Forstwirtschaft
Der Wald der Gemeinde Diemelsee hat eine Größe von 121 Hektar. Bis 2018 wurden diese Bestände von Hessen-Forst betreut. 2019 wechseln Betreuung, Vermarktung und Beförsterung an den Betrieb des Briloner Stadtforstes. „Die Überschüsse sind eher zu vernachlässigen“, ließ Bürgermeister Becker 2019 wissen; es wurden erhebliche Schäden durch Befall mit Borkenkäfern erwartet.

### Energie
Im Bereich der Gemeinde Adorf wird deutlich mehr regenerative Energie erzeugt, als regional genutzt werden kann. 9 Prozent aller hessischen Windkraftanlagen finden sich auf dem Flächenanteil der Gemeinde der etwa 0,6 Prozent der Landesfläche entspricht. Nach einer Erhebung des Landes Hessen für 2017 stand für die Gemeinde Diemelsee ein Jahresertrag aus regenerativer Stromerzeugung von 126.285.631 kWh einem Verbrauch von 18.152.001 kWh gegenüber, was einem Überschuss von etwa 85 % entsprach. Ein kommunaler Betrieb der Gemeinde Diemelsee zur Versorgung der Bevölkerung mit Strom existiert nicht. Mehrheitlich wird diese Aufgabe von Energie Waldeck-Frankenberg und weiteren überregionalen Energieversorgern wahrgenommen.

#### Windenergie
Im Bereich der Gemeinde Adorf befinden sich zahlreiche Standorte mit Windrädern zur Erzeugung regenerativer Energie. Um 2001 wurden Angebote für einen „Bürgerwindpark Adorf“ verbreitet und in der Folge etliche Anlagen von der Firma ABO Wind AG errichtet. In den 2010er Jahren wurde weiterer Ausbau zunehmend kritisch betrachtet. 2012 wurden 73 Windräder betrieben, die mehr Strom produzierten, als tatsächlich gebraucht wurde. 2015 stand ein Raumordnungsverfahren an, gegen das die Gemeinde Diemelsee Bedenken formulierte. 2015 und 2016 protestierten Bürgerinitiativen gegen weiteren Ausbau der Windkraft. Seitens der Gemeinde wurde 2016 eine Erklärung verfasst, die sich gegen weiteren Ausbau von Windkraftanlagen in der Gemeinderegion ausspricht. Insbesondere ökologische Betrachtungen führten 2019 zu erneuter Diskussion der geeigneten Standorte. Im Mai 2019 wurde der Rückbau einiger Anlagen bekannt. Ein Teil der Anlagen wird mit erneuerter Technik und Repowering weiter betrieben.

#### Solarenergie
In Bereich der Gemeinde Adorf sind zahlreiche Anlagen zur Gewinnung von regenerativem Strom aus Solarenergie bekannt. Für 2017 wurden im Bereich der Gemeinde Diemelsee 417 Anlagen mit einer gemittelten Jahresleistung von 9.616.362 kWh registriert.

#### Wasserkraft
Im Bereich der Gemeinde Diemelsee existieren kaum nennenswerte Anlagen zur Gewinnung regenerativer Energie aus Wasserkraft. Die gemittelte Jahresgesamtleistung im Bereich der Gemeinde Diemelsee entsprach im Jahr 2017 einem Wert von 48.739 kWh. In der Nachbarschaft der Gemeinde ist das Wasserkraftwerk am Diemelsee (Jahresleistung um 2,50 GWh Strom) und das Wasserkraftwerk Hemfurth am Edersee. Am Edersee wird zusätzlich mit dem Pumpspeicherkraftwerk Waldeck eines der bedeutenden deutschen Speicherkraftwerke betrieben.

#### Bioenergie
Knapp 10 Prozent der regenerativen Stromerzeugung wurde im Jahr 2017 aus Biomasse generiert. Für das Jahr 2017 wurde eine Jahresleistung von 9.616.362 kWh verzeichnet.

#### Klär- und Deponiegase
Ein Anteil der Stromerzeugung aus Klär- und Deponiegasen ist bekannt, aber im Verhältnis zu anderen Erträgen vernachlässigbar.

## Öffentliche Einrichtungen
In allen Ortsteilen befinden sich Dorfgemeinschaftshäuser oder Festhallen.
Kindergärten unterhält die Gemeinde in Adorf, Heringhausen und Vasbeck. Im Ortsteil Heringhausen befindet sich ein Hallen- und Bewegungsbad, im Sommer mit Außenschwimmbecken und Liegewiese. Das Freibad der Gemeinde Diemelsee mit einer Wassertemperatur von ca. 24 bis 27 °C liegt im Ortsteil Vasbeck. Sport- bzw. Bolzplätze befinden sich in den Ortsteilen Adorf, Benkhausen, Flechtdorf, Rhenegge, Schweinsbühl, Stormbruch, Vasbeck und Wirmighausen. Eine Bibliothek mit Leseraum findet sich in Heringhausen.

### Bildung
Die Mittelpunktschule im Ortsteil Adorf verfügt über einen Grund-, Haupt- und Realschulbereich. Gymnasien und Fachschulen befinden sich in Bad Arolsen, Korbach und Willingen. Die Beruflichen Schulen Korbach-Bad Arolsen (BSK) runden das Bildungsangebot im beruflichen Bereich ab.

## Persönlichkeiten

### Söhne und Töchter der Gemeinde
- Heinrich Bangert (1610–1665), Pädagoge und Historiker
- Carolin Hennecke (* 1986), deutsche Biathletin
- Nadine Horchler (* 1986), deutsche Biathletin
- Karolin Horchler (* 1989), aufgewachsen in Ottlar, deutsche Biathletin
- Wilhelm Schluckebier (* 1949), Jurist, ehemals Richter am Bundesgerichtshof, Richter des Bundesverfassungsgerichts